# Zsombolyai János
Zsombolyai János (Budapest, 1939. január 30. – Budapest, 2015. január 4.) Balázs Béla-díjas magyar filmrendező, operatőr, egyetemi tanár.

## Életpályája
Szülei Zsombolyai János és Kadarász Jolán voltak. 1957–1961 között a Színház- és Filmművészeti Főiskola hallgatója volt. 1961–1966 között a Magyar Televízió operatőre, valamint riport- és dokumentumfilmek rendezője volt. 1965–1974 között a Színház- és Filmművészeti Főiskola tanársegéde, 1974–1980 között adjunktusa, 1980–1997 között egyetemi docense, 1997-től pedig egyetemi tanára. 1966–1975 között a Mafilm játékfilmoperatőre volt. 1975-től rendező-operatőr. 1988-tól a Mafilm Alkotói Iroda vezetője. 1995-től a Mafilm Média Center vezetője.

## Filmjei

### Operatőrként
- 1956.11.01. (1959)
- Prometheus (1962)
- Utcán (1962) (rendező is)
- Utak (1963)
- Miénk a világ! (1963)
- Egy gyávaság története (1966)
- Viharban (1966)
- Nyár a hegyen (1967)
- Szevasz, Vera! (1967)
- Bohóc a falon (1968)
- Fejlövés (1968)
- Szeressétek Odor Emiliát! (1968)
- Tiltott terület (1969)
- A tanú (1969)
- N.N., a halál angyala (1970)
- Kitörés (1971)
- A gyilkos a házban van (1971)
- Horizont (1971)
- Reménykedők (1971)
- Holt vidék (1972)
- A legszebb férfikor (1972)
- Jelenidő (1972)
- Forró vizet a kopaszra! (1972)
- Lányarcok tükörben (1973)
- Harmadik nekifutás (1973)
- Makra (1972)
- Pókháló (1974)
- Szikrázó lányok (1974)
- Ereszd el a szakállamat! (1975)
- Az idők kezdetén (1975)
- A kenguru (1975) (rendező és forgatókönyvíró is)
- Zongora a levegőben (1976)
- A kard (1977)
- Riasztólövés (1977)
- K. O. (1978)
- BUÉK! (1978)
- A kedves szomszéd (1979)
- Mese habbal (1979)
- A remény joga (1981)
- Return (1985)

### Rendezőként
- Live in Budapest (1987)
- Tüzikovácsok (1975)
- Kihajolni veszélyes! (1977)
- Vámmentes házasság (1980) (forgatókönyvíró is)
- A búcsú (1985)
- A halálraítélt (1989) (forgatókönyvíró is)
- Kovács Éva story (1992)
- Székelykapu (1993)
- A forradalom képei (1993)
- Pisztácia (1996)

### Producerként
- Állatkerti mesék (1994)
- Különböző helyek (1995)

## Díjai, kitüntetései
- Balázs Béla-díj (1967, 1972)
- a filmszemle díja (1968, 1990)
- a filmkritikusok díja (1968, 1969)
- SZOT-díj (1976)
- a montréali fesztivál nagydíja (1978): a Kihajolni veszélyes c. filmnek
- Érdemes művész (1983)
- Nagy Imre-emlékplakett (1999)
- Széchenyi professzori ösztöndíj (2000–2003)